# El cuadragésimo primero (película de 1927)
El cuadragésimo primero (en ruso: Сорок первый, romanizado: Sórok pervy) es una película muda soviética de 1927, basada en la novela homónima de Borís Lavreniov. dirigida por Yákov Protazánov, protagonizada por Ada Wójcik e Iván Koval-Samborski y producida por los estudios cinematográficos Mezhrabpom-Russ. La película, está ambientada durante la guerra civil rusa y cuenta la historia de un trágico romance entre una francotiradora del Ejército Rojo y un oficial del Ejército Blanco que después de un naufragio se encuentran aislados en una pequeña isla en el mar de Aral.

## Sinopsis
En 1919, durante la guerra civil rusa, una pequeña fuerza de soldados del Ejército Rojo que ha sobrevivido a un sangriento enfrentamiento contra los Blancos, se ve obligado a huir a través del inhóspito desierto de Karakum. Entre ellos se encuentra la francotiradora María, que ya se ha cobrado la vida de treinta y ocho enemigos. Cuando la unidad embosca a una caravana de camellos que transporta a varios soldados blancos, ella mata a dos más e intenta dispararle a su oficial, que sería su cuadragésima primera víctima, pero falla. El hombre, un teniente llamado Govoruja-Ótrok, lleva una carta del almirante Aleksandr Kolchak al general Antón Denikin.
María tiene la misión de vigilarlo. Surgen tensiones entre los dos: el oficial es un aristócrata bien educado que está a la vez divertido e impresionado por los toscos intentos de María, la hija huérfana de un pescador, de componer poesía Agitprop. Cuando roban sus camellos, su comandante decide enviar a su cautivo en un barco al cuartel general en Kazalinsk a través del mar de Aral. El barco zozobra en una tormenta repentina, y solo María y Govoruja-Ótrok sobreviven, varados en una pequeña isla aislada. María trata al oficial blanco cuando este enferma y poco a poco queda encantada con sus delicados modales, mientras que él se ve abrumado por la gratitud y comienza a llamarla «Viernes» con afecto. Cuando ella exige saber a qué se refiere, él le cuenta la historia de Robinson Crusoe. Los dos se enamoran y durante algún tiempo parecen olvidarse de la guerra.
Posteriormente, ven un pequeño barco que se acerca a su isla, al principio piensan que son pescadores y corren hacia ellos para pedirles ayuda. Pero pronto Govoruja-Ótrok los reconoce como soldados blancos y tiene la intención de unirse a ellos. María le dispara por la espalda, matándolo. Cuando se da cuenta de que está muerto, corre hacia el mar y abraza su cadáver.

## Reparto
- Ada Wójcik como María «Maryutka» Filátovna Básova
- Iván Koval-Samborski como el teniente Vadim Nikoláievich Govoruja-Ótrok
- Iván Strauj como el comisario Arsenti Yevsiukov

## Producción
La película está basada en la historia del mismo nombre escrita por Borís Lavreniov. Se trata de la primera adaptación de dicha novela, que en 1956 fue nuevamente llevada al cine por Grigori Chujrái. En una carta de 1956 al historiador literario Borís Geronimus, Lavreniov escribió: 

Nunca necesité ninguna fuente para documentar mis novelasː El viento (en ruso, Véter, 1924) y El cuadragésimo primero. Todo lo que escribí en esas dos novelas está basado en mis propias experiencias y se trata de personas reales que llegué a conocer personalmente. El personaje de Maryutka (María Filátovna Básova) está basado en Anya Vlásova, una chica real, que se había ofrecido como voluntaria para el Ejército Rojo y había servido en el Frente del Turkmenistán. Más tarde, visitó a menudo las oficinas de Krásnaya zvezdá con sus extremadamente conmovedores, pero totalmente ridículos, poemas, uno de los cuales cité en la novela, sin hacer ningún cambio. Y Govoruja-Ótrok era un porúchik, también real, que había sido capturado por una de nuestras unidades de caballería en Priaralye. Así que simplemente organicé una reunión ficticia para esas dos personas reales en la isla de Barsa-Kelmes.